# Stefan Bajčetić
Stefan Bajčetić Maquieira (szerbül: Стефан Бајчетић; Vigo, 2004. október 22. –) szerb származású spanyol korosztályos válogatott labdarúgó, a Liverpool játékosa.

## Pályafutása

### Klubcsapatokban
2020 decemberében elhagyta a Celta Vigo akadémiáját és csatlakozott a Liverpool akadémiájához. 2022 júliusában a klub ázsiai előszezoni edzőtáborába magával vitte Jürgen Klopp és a Manchester United elleni nem hivatalos mérkőzésen pályára lépett. A 2022–23-as szezon első fordulójában ülhetett hivatalos mérkőzésen le a kispadra a felnőttek között, de pályára nem lépett a Fulham ellen. Nem sokkal később aláírta első profi szerződését a klubbal. Augusztus 27-én 17 évesen és 309 naposan mutatkozott be a Premier League-ben a Bournemouth ellen 9–0-ra megnyert bajnoki találkozón a 70. percben Jordan Henderson cseréjeként. Szeptember 13-án mutatkozott be az UEFA-bajnokok ligájában a holland Ajax ellen 2–1-re megnyert mérkőzésen a 94. percben váltotta Thiago Alcântara-t, ezzel 17 évesen és 326 naposan klubja legfiatalabb Bajnokok Ligája-debütálója lett. Korábban Billy Koumetio tartotta ezt a rekordot. November 9-én a ligakupában is debütált a Derby County ellen, először kezdőként. December 26-án megszerezte első bajnoki gólját az Aston Villa ellen 3–1-re megnyert találkozón, a 79. percben Henderson cseréjeként lépett pályára és két perccel később kialakította a végeredményt. Ezzel a Liverpool történetének harmadik legfiatalabb Premier League-gólszerzője lett Michael Owen és Raheem Sterling mögött, és a második legfiatalabb Cesc Fàbregas mögött.
2023 januárjában új, hosszútávú szerződést írt alá a Liverpoolhoz. Ekkor jó formában játszott, egymást követő három bajnokin is a kezdőcsapatban kapott helyet, és a szurkolók megválasztották a hónap játékosának. 2023. február 21-én 18 évesen és 122 naposan a Real Madrid ellen a legfiatalabb lett a klub történetében, aki a Bajnokok Ligája kieséses szakaszában kezdőként lépett pályára.
Egy combsérülés miatt a 2023-2024-es szezon második felét teljes egészében kihagyta.
2024. augusztus 30-án a Red Bull Salzburghoz került kölcsönbe az idény végéig. 2025. január 31-én az osztrák klub felbontotta a szerződését, majd kölcsönbe került az idény végéig a Las Palmas csapatához. Február 16-án megszerezte első gólját a Mallorca elleni 3–1-es vereség alkalmával.

### A válogatottban
Nemzeti szinten Spanyolországot vagy Szerbiát is képviselheti származása miatt. 2021 szeptemberében a spanyol U18-as válogatottban három alkalommal lépett pályára. 2022 augusztusában az U19-es válogatottba is meghívták. 2023. szeptember 8-án debütált a U21-es válogatottban, csereként beállva a Málta elleni 6–0-s győzelem során.

## Család
Anyja spanyol, míg apja Srđan Bajčetić szerb labdarúgó.

## Statisztika
2022. december 26-i állapotnak megfelelően.
| Klub      | Szezon   | Bajnokság      | Bajnokság | Bajnokság | Kupa  | Kupa  | Ligakupa | Ligakupa | Nemzetközi | Nemzetközi | Egyéb | Egyéb | Összesen | Összesen |
| Klub      | Szezon   | Bajnokság      | Mérk.     | Gólok     | Mérk. | Gólok | Mérk.    | Gólok    | Mérk.      | Gólok      | Mérk. | Gólok | Mérk.    | Gólok    |
| --------- | -------- | -------------- | --------- | --------- | ----- | ----- | -------- | -------- | ---------- | ---------- | ----- | ----- | -------- | -------- |
| Liverpool | 2022–23  | Premier League | 2         | 1         | 0     | 0     | 2        | 0        | 3          | 0          | 0     | 0     | 7        | 1        |
| Összesen  | Összesen | Összesen       | 2         | 1         | 0     | 0     | 2        | 0        | 3          | 0          | 0     | 0     | 7        | 1        |

1. ↑  Mérkőzései az UEFA-bajnokok ligájában